# Милован Јакшић
Милован Јакшић (Колашин, 19. септембар 1909 — Каиро, 25. децембар 1953) био је голман фудбалске репрезентације краљевине Југославије.
Највећи део своје каријере провео је бранећи за СК Соко, клуб који је 1931. године променио име у БАСК. За свој клуб одиграо је око 500 званичних утакмица, све до 1939. године. У сезони 1934/35. провео је неколико месеци у Чехословачкој где је бранио за Славију Праг. Касније је једно време играо и у Љубљани.
Поред 17 утакмица за градску селекцију Београда, чувао је мрежу репрезентације Југославије на девет утакмица. Дебитовао је 13. априла 1930. у пријатељском сусрету против Бугарске (6-1) у Београду, а од националног тима се опростио 2. септембра 1934. на пријатељској утакмици против Чехословачке (1-3) у Прагу. Учествовао је на првом Светском првенству 1930. у Монтевидеу, где је одлично бранио на све три утакмице, а посебно се истакао у сусрету против Бразила.
У фудбалу је остао као члан и дугогодишњи председник Савеза фудбалских тренера Југославије (1950-1953), као и технички руководилац Црвене звезде коју је и основао (1945) са још неколицином истомишљеника, за време чијег гостовања у Каиру у Египту 1953. године је преминуо од изненадног срчаног удара.